# Calliaster pedicellaris
Calliaster pedicellaris är en sjöstjärneart som beskrevs av Fisher 1906. Calliaster pedicellaris ingår i släktet Calliaster och familjen ledsjöstjärnor. Inga underarter finns listade i Catalogue of Life.